# GTF2IRD1
GTF2IRD1‏ (GTF2I repeat domain containing 1) هوَ بروتين يُشَفر بواسطة جين GTF2IRD1 في الإنسان.